# Alaab Damanhour
Maillots
L'Alaab Damanhour Sporting Club (en arabe : نادي الألعاب الرياضية بدمنهور), plus couramment abrégé en Alaab Damanhour, est un club égyptien de football fondé en 1961 et basé dans la ville de Damanhur.
Il évolue actuellement en première division.